# Stelis langlassei
Stelis langlassei är en orkidéart som beskrevs av Rudolf Schlechter. Stelis langlassei ingår i släktet Stelis och familjen orkidéer. Inga underarter finns listade i Catalogue of Life.